# Пьедикроче
Пьедикроче (фр. Piedicroce, корс. Pedicroce) — коммуна во Франции, находится в регионе Корсика. Департамент коммуны — Верхняя Корсика. Входит в состав кантона Кастаньичча. Округ коммуны — Корте.
Код INSEE коммуны — 2B219.

## Население
Население коммуны на 2008 год составляло 127 человек.
| 1962 | 1968 | 1975 | 1982 | 1990 | 1999 | 2008 |
| ---- | ---- | ---- | ---- | ---- | ---- | ---- |
| 192  | 212  | 172  | 164  | 91   | 117  | 127  |

## Экономика
В 2007 году среди 85 человек в трудоспособном возрасте (15—64 лет) 63 были экономически активными, 22 — неактивными (показатель активности — 74,1 %, в 1999 году было 69,8 %). Из 63 активных работали 54 человека (28 мужчин и 26 женщин), безработных было 9 (5 мужчин и 4 женщины). Среди 22 неактивных 4 человека были учениками или студентами, 9 — пенсионерами, 9 были неактивными по другим причинам.